# Osibisa
Osibisa är ett afrikanskt popband aktivt sedan 1969. Deras musikstil är influerad av afrikansk och västindisk musik.